# Preraca
Preraca (cyr. Прераца) – wieś w Bośni i Hercegowinie, w Republice Serbskiej, w gminie Bileća. W 2013 roku liczyła 54 mieszkańców.